# Ancistrus
Genre
Ancistrus est un genre de poissons de la famille des Loricariidae.
Il regroupe une soixantaine d'espèces. « Ancistrus » est également le nom commun utilisé pour décrire la plupart d'entre elles, bien que les noms utilisés par les aquariophiles soient souvent faux. 
Dans le commerce aquariophile, l'espèce la plus fréquemment proposée est A. triradiatus, et ce bien qu'elle soit parfois désignée comme A. dolichopterus ou A. temminckii. Toujours en aquariophilie, une idée reçue en fait des "nettoyeurs de vitres" ; en réalité, si ces poissons ajoutent volontiers des algues à leur menu, ils ne sauraient s'en contenter, et doivent recevoir une alimentation complète et adaptée à leurs besoins.

## Taxinomie
Le genre Ancistrus a été décrit en 1854 par l'ichtyologiste autrichien Rudolf Kner (1810-1869).
L'espèce type est Ancistrus cirrhosus. Ce genre est le plus grand genre de la tribu Ancistrini.
Le nom du genre Ancistrus dérive du grec ancien ἄγκιστρον, ánkistron, agkistron, « petite ancre, crochet », et fait référence à la forme des odontodes de la joue. 
Les genres Pristiancistrus, Thysanocara et Xenocara sont maintenant des synonymes du genre Ancistrus.

## Biologie et écologie

### Description
Les espèces du genre Ancistrus sont des Loricariidae assez caractéristiques, avec un corps de forme globalement losangique, et une grosse tête, tout particulièrement chez l'espèce Ancistrus ranunculus. Comme tous les Loricariidae, leur bouche est munie d'une large ventouse, qui leur permet d'adhérer au substrat. Leurs tailles varient de 12 à 15 cm en moyenne, avec des maxima constatés jusqu'à 18 cm pour certains vieux mâles. 
Ces espèces présentent généralement un dimorphisme sexuel assez caractéristique : les excroissances sur la tête des mâles adultes sont très développées, et ramifiées. Elles se répartissent autour de la bouche, et sur une ligne le long du front. Chez la plupart des espèces, les femelles portent également des excroissances similaires, mais nettement moins développées. Elles ne sont jamais ramifiées, et ne sont présentes qu'autour de la bouche. Elles sont absentes du front. Ces excroissances charnues caractéristiques, lui confèrent un aspect hérissé, en brosse, d'où leur nom commun anglais de Bristlenose (littéralement « museau en brosse »).

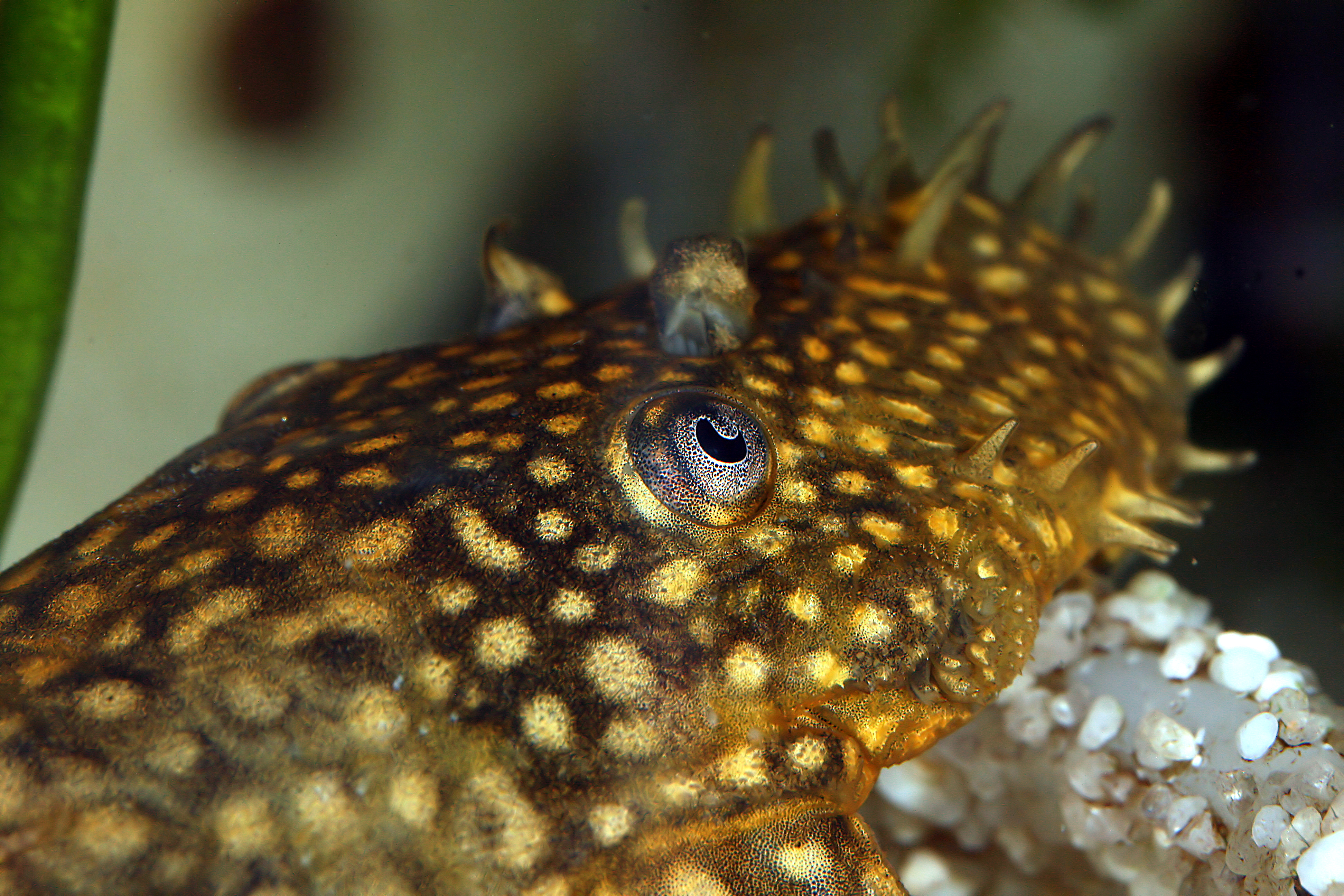
Tête d'un spécimen mâle du genre Ancistrus reconnaissable à ses excroissances.

Le patron de coloration est très variable, selon les espèces, et les écotypes. La plupart se déclinent dans des tons de beige/brun, aux motifs tachetés, mais il en existe d'autres couleurs, comme l'écotype L 183 d’Ancistrus dolichopterus, qui est noir, souvent moucheté de blanc, avec quelques nuances de brun-rouille.
Il ne faut pas être surpris de voir leur coloration changer brutalement, ce sont en effet des poissons ayant en partie une faculté de mimétisme soit pour mieux se fondre au décor soit à cause d'un stress.
Ces espèces sont souvent confondues avec ce que les aquariophiles amateurs rangent sous le terme Pléco.

### Alimentation
Les espèces du genre Ancistrus se nourrissent du tapis d'algues qui recouvre le substrat (racines, rochers), ainsi que des animalcules qui y vivent (larves d'insectes, micro-organismes…). Elles prélèvent leur nourriture dans le milieu au moyen de leur ventouse buccale, en raclant le substrat.
Contrairement aux espèces du genre Panaque, elles ne possèdent ni la denture adéquate, ni la flore commensale, qui leur permettraient de digérer la lignine du bois, et n'en consomment donc pas. En dépit de l'idée reçue, la présence de racines dans le bac n'est donc en rien nécessaire à la survie de ces espèces.
En aquarium, elles acceptent une large gamme d'aliments, légumes et fruits (courgette, concombre, pomme…), vers de vase, ou aliments secs (comprimés et pastilles) du commerce.

## Reproduction
La femelle pond habituellement dans une cavité en forme de tube une grappe d'une soixantaine d'œufs, qui sont ensuite fécondés par le mâle. Le mâle veille ensuite sur le frai, en le ventilant et en le protégeant contre les prédateurs. À la naissance, les jeunes se nourrissent au moyen de leur vésicule vitelline. Quand celle-ci se résorbe, au bout de quelques jours, ils deviennent autonomes.
En aquarium, il faut les nourrir avec des aliments adaptés comme par exemple des artemies. Pour réussir la reproduction de ces espèces en captivité il faut au minimum deux mâles pour quatre à cinq femelles et un environnement adéquat.

### Distribution
Les espèces de ce genre se rencontrent en Amérique du Sud. À ne pas confondre avec le Pléco.

## Espèces

### Position systématique
Les espèces du genre Ancistrus sont des silures cuirassés à ventouse, de la famille des Loricariidae. Elles ont longtemps formé le genre type de la sous-famille des Ancistrinae, aujourd'hui considérée comme une tribu, les Ancistrini, intégrés à la sous-famille des Hypostominae.

### Croisement
On observe un fort taux d'hybridation entre différentes espèces, ce qui complique leur détermination. En aquarium, un grand nombre d'espèces ont été introduites voilà des années sous des appellations diverses, qu'il est, sinon impossible, du moins très ardu de retrouver, et s'y sont croisées et hybridées pour former la souche d'élevage qui est aujourd'hui commercialisée dans la plupart des animaleries.
Ce qui est vendu dans le commerce sous le terme Ancistrus est de fait un hybride issu d'élevage à la généalogie incertaine. Seules les souches sauvages peuvent aujourd'hui être nommées avec certitude.

### Liste des espèces
Selon FishBase (28 octobre 2017) :
- Ancistrus abilhoai Bifi, Pavanelli & Zawadzki, 2009
- Ancistrus agostinhoi Bifi, Pavanelli & Zawadzki, 2009
- Ancistrus aguaboensis Fisch-Muller, Mazzoni & Weber, 2001
- Ancistrus bodenhameri Schultz, 1944
- Ancistrus bolivianus (Steindachner, 1915)
- Ancistrus brevifilis Eigenmann, 1920
- Ancistrus brevipinnis (Regan, 1904)
- Ancistrus bufonius (Valenciennes, 1840)
- Ancistrus caucanus Fowler, 1943
- Ancistrus centrolepis Regan, 1913
- Ancistrus chagresi Eigenmann & Eigenmann, 1889
- Ancistrus cirrhosus (Valenciennes, 1836)
- Ancistrus claro Knaack, 1999
- Ancistrus clementinae Rendahl, 1937
- Ancistrus cryptophthalmus Reis, 1987
- Ancistrus cuiabae Knaack, 1999
- Ancistrus damasceni (Steindachner, 1907)
- Ancistrus dolichopterus Kner, 1854
- Ancistrus dubius Eigenmann & Eigenmann, 1889
- Ancistrus erinaceus (Valenciennes, 1840)
- Ancistrus eustictus (Fowler, 1945)
- Ancistrus falconensis Taphorn, Armbruster & Rodríguez-Olarte, 2010
- Ancistrus formoso Sabino & Trajano, 1997
- Ancistrus fulvus (Holly, 1929)
- Ancistrus galani Pérez & Viloria, 1994
- Ancistrus greeni (Isbrücker, 2001)
- Ancistrus gymnorhynchus Kner, 1854
- Ancistrus heterorhynchus (Regan, 1912)
- Ancistrus hoplogenys (Günther, 1864)
- Ancistrus jataiensis Fisch-Muller, Cardoso, da Silva & Bertaco, 2005
- Ancistrus jelskii (Steindachner, 1876)
- Ancistrus latifrons (Günther, 1869)
- Ancistrus leucostictus (Günther, 1864)
- Ancistrus lineolatus Fowler, 1943
- Ancistrus lithurgicus Eigenmann, 1912
- Ancistrus macrophthalmus (Pellegrin, 1912)
- Ancistrus maculatus (Steindachner, 1881)
- Ancistrus malacops (Cope, 1872)
- Ancistrus maracasae Fowler, 1946
- Ancistrus marcapatae (Regan, 1904)
- Ancistrus martini Schultz, 1944
- Ancistrus mattogrossensis Miranda Ribeiro, 1912
- Ancistrus megalostomus Pearson, 1924
- Ancistrus minutus Fisch-Muller, Mazzoni & Weber, 2001
- Ancistrus montanus (Regan, 1904)
- Ancistrus mullerae Bifi, Pavanelli & Zawadzki, 2009
- Ancistrus multispinis (Regan, 1912)
- Ancistrus nudiceps (Müller & Troschel, 1849)
- Ancistrus occidentalis (Regan, 1904)
- Ancistrus occloi Eigenmann, 1928
- Ancistrus parecis Fisch-Muller, Cardoso, da Silva & Bertaco, 2005
- Ancistrus pirareta Muller, 1989
- Ancistrus piriformis Muller, 1989
- Ancistrus ranunculus Muller, Rapp Py-Daniel & Zuanon, 1994
- Ancistrus reisi Fisch-Muller, Cardoso, da Silva & Bertaco, 2005
- Ancistrus salgadae Fowler, 1941
- Ancistrus sericeus (Cope, 1872)
- Ancistrus spinosus Meek & Hildebrand, 1916
- Ancistrus stigmaticus Eigenmann & Eigenmann, 1889
- Ancistrus tamboensis Fowler, 1945
- Ancistrus taunayi Miranda Ribeiro, 1918
- Ancistrus temminckii (Valenciennes, 1840)
- Ancistrus tolima Taphorn, Armbruster, Villa-Navarro & Ray, 2013
- Ancistrus tombador Fisch-Muller, Cardoso, da Silva & Bertaco, 2005
- Ancistrus trinitatis (Günther, 1864)
- Ancistrus triradiatus Eigenmann, 1918
- Ancistrus variolus (Cope, 1872)
- Ancistrus verecundus Fisch-Muller, Cardoso, da Silva & Bertaco, 2005
- Ancistrus vericaucanus Taphorn, Armbruster, Villa-Navarro & Ray, 2013

### Liste des variétés
Un grand nombre de formes et de variétés restent aujourd'hui à déterminer, et ne sont habituellement connues que par leur nom de genre, et leur numéro de code (L-number ou LDA-number) :
- L032 Ancistrus sp
- L034 Ancistrus ranunculus
- L043 Ancistrus sp
- L045 Ancistrus sp
- L059 Ancistrus hoplogenys "White Stream Pleco"
- L071 Ancistrus sp
- L088 Ancistrus sp
- L089 Ancistrus sp
- L100 Ancistrus sp
- L107 Ancistrus sp
- L110 Ancistrus sp
- L144 Ancistrus sp
- L148 Ancistrus sp
- L149 Ancistrus sp
- L150 Ancistrus sp
- L156 Ancistrus sp
- L181 Ancistrus sp
- L183 Ancistrus dolichopterus
- L184 Ancistrus sp

## Publication originale
- R. Kner, Die Hypostomiden : zweite Hauptgruppe der Familie der Panzerfische (Loricata v. Goniodontes) (publication), Inconnu, Vienne, 1854, [lire en ligne].